# Khu vực công sự Śląsk

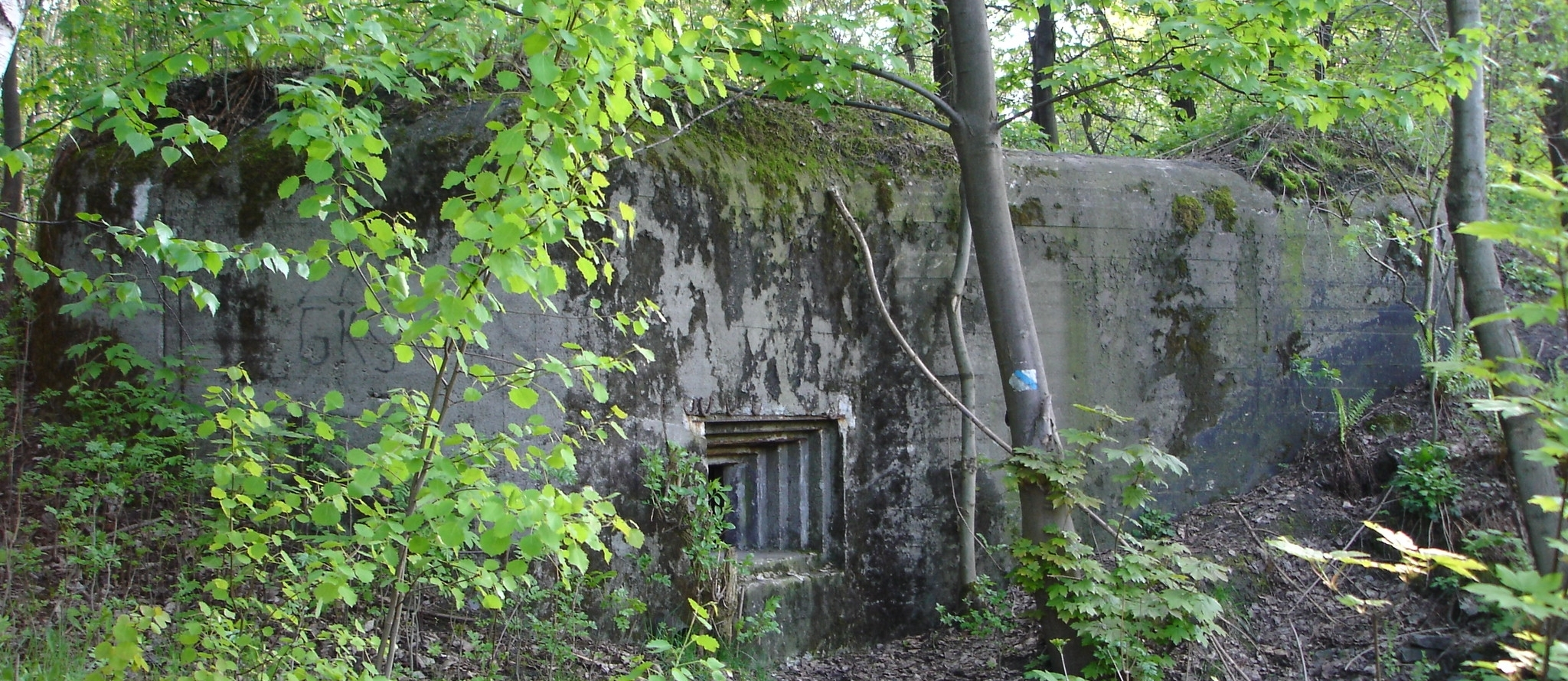
Hầm trú ẩn của Ba Lan ở gần Lagiewniki, Bytom

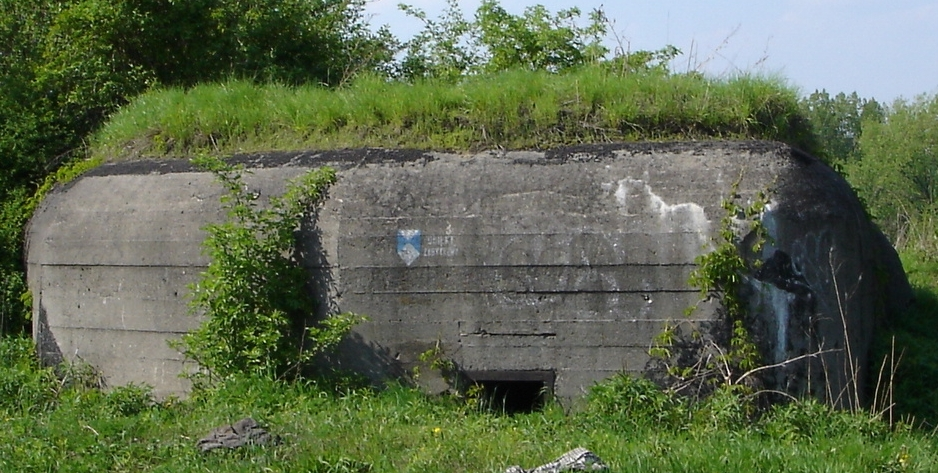
Một boongke khác của Ba Lan ở Lagiewniki

Khu vực công sự Śląsk (tiếng Ba Lan: Obszar Warowny Śląsk) là một tập hợp các công sự trong khu vực chia cắt của vùng Thượng Silesia (tiếng Ba Lan: Górny Śląsk; tiếng Đức: Oberschlesien), được xây dựng dọc theo biên giới Đệ Nhị Cộng hòa Ba Lan và Cộng hòa Weimar Đức trong giai đoạn giữa hai cuộc chiến tranh. Nó trải dài từ làng Przeczyce ở phía bắc đến thị trấn Wyry ở phía nam, dọc theo tuyến đường dài 16 cây số. Sở chỉ huy của khu vực công sự được đặt tại Chorzów, do Thiếu tướng Jan Jagmin-Sadowski làm Chỉ huy trưởng.

## Lịch sử
Là kết quả của Cuộc trưng cầu dân ý ở Silesia và Khởi nghĩa Silesia, khu vực công nghiệp hóa cao của vùng Thượng Silesia, vốn đã thuộc về Đế chế Đức, được phân chia giữa Ba Lan và Đức. Cụ thể là để lại Beuthen, Hindenburg và Gleiwitz ở Đức, còn Katowice và Chorzów thuộc về Ba Lan.
Trong những năm 1920, người Ba Lan không coi người láng giềng phía tây là mối đe dọa chính, tập trung phòng thủ ở phía Đông, dọc biên giới với Liên Xô. Tuy nhiên, bắt đầu từ đầu những năm 1930, sau khi Adolf Hitler lên nắm quyền, Ba Lan quyết định chuẩn bị cho một cuộc chiến. Thượng Silesia là khu vực công nghiệp quan trọng nhất của đất nước, vì vậy việc đảm bảo an ninh quốc phòng cho vùng này là rất quan trọng.

## Công trình
Năm 1933, khi Tổng hành dinh của Quân đội Ba Lan quyết định chấp thuận các đề nghị của Trung tướng Jozef Zajac, khi đó là chỉ huy của Sư đoàn 23 Bộ binh, những công trình công sự này bắt đầu được xây dựng. Zajac đề xuất rằng một số lượng lớn các boongke nhỏ hơn nên được xây dựng, kết nối với nhau bằng các đường hào. Tuy nhiên, người ta đã quyết định rằng chín cứ điểm phòng thủ chính sẽ được xây dựng, mỗi cứ điểm được tập hợp từ một vài boongke. Những điểm này là:
- Nowa Wieś
- Tapkowice
- Bobrowniki
- Dąbrówka Wielka
- Łagiewniki
- Thần
- Đồi 319 - phía tây của Nowy Bytom
- Szyb Artura
- Đồi 304 - phía nam của Radoszów.

Tất cả các công sự được chia thành ba phần:
- A - Vùng Bobrowniki
- B - Vùng Chorzów
- C - Vùng Kochłowice [3]

### Giai đoạn đầu tiên
Từ năm 1933 - 1935, Ba Lan đã xây dựng ba điểm phòng thủ biệt lập - Dąbrowka Wielka (1933), Szyb Artura (1934) và Bobrowniki (1935). Tổng cộng 3 điểm này bao gồm khoảng 25 boongke. Các điểm phòng thủ này được đặt trên những ngọn đồi, có tầm nhìn tốt, bao quát được khu vực.

### Giai đoạn thứ hai
Giai đoạn thứ hai bắt đầu vào năm 1936, khi người Ba Lan xây dựng hoàn thành doanh trại và điểm phòng thủ ở Bobrowniki. Vào năm đó, đội xây dựng đã tập trung vào cái gọi là Nêm Bytom - lãnh thổ của Đức xung quanh thành phố Beuthen, được bao quanh từ phía đông, nam và bắc của Ba Lan. Năm 1936, điểm phòng thủ mạnh nhất nằm ở khu dân cư Lagiewniki. Nó được kết nối với các tiểu căn cứ xung quanh - Kamień, Brzeziny và Maciejowice, tạo ra một tuyến phòng thủ liên tục.
Năm 1937, Ba Lan bắt đầu xây dựng các công sự ở thành phố Ruda ląska, tạo ra các điểm phòng thủ là Godula, Nowy Bytom và Radoszowy. Doanh trại, kho đạn dược và phòng bảo vệ được xây dựng.
Đồng thời, về các công trình được xây dựng bằng bê tông, Quân đội Ba Lan thực hiện các công trình thủy công. Từ năm 1935 đến 1937, ở cánh phía bắc của khu vực, dọc theo Brynica, một tập hợp gồm các đập, ao, đầm lầy và kênh đào đã được tạo ra, với mục đích ngăn chặn bước tiến của các đơn vị bọc thép Đức. Tập hợp này trải dài từ Piekary ląskie đến Świerklaniec gần Tarnowskie Góry.

### Năm 1939
Vào đầu mùa xuân năm 1939, khi quân đội Đức chiếm đóng ở Bohemia, Ba Lan nhận ra rằng Khu vực Silesia có thể bị vượt qua từ phía nam. Do đó, xung quanh Mikołów, các công trình mới bắt đầu được xây dựng, nhưng chúng chưa bao giờ được hoàn thành. Trong Chiến dịch tháng 9 của Ba Lan, các lực lượng Đức Wehrmacht đã không tấn công trực tiếp vào các vị trí kiên cố của Ba Lan; thay vào đó, người Đức đã phá vỡ tuyến phòng thủ của Ba Lan ở phía tây Częstochowa và vào sâu phía nam. Các đơn vị của Quân đội Ba Lan rời vị trí của họ ở Thượng Silesia vào ngày 3 tháng 9 năm 1939 và rút về phía đông.

## Ngày nay
Hiện tại, các công sự đang được bảo tồn bởi Hiệp hội bảo tồn các di tích (Stowarzyszenie na Rzecz Zabytków Fortyfikacji Pro Fortalicium) từ Piekary Śląskie.